# Coney Island (Film)
Coney Island ist ein US-amerikanischer Musicalfilm von Walter Lang aus dem Jahr 1943. Kate Farley, verkörpert von Betty Grable, ist eine Sängerin mit einer Vorliebe für auffällige Kostüme. Als Eddie Johnson (George Montgomery) einen Job bei seinem alten Freund Joe Rocco (Cesar Romero) in dessen Club auf Coney Island annimmt, in dem Kate die Attraktion ist, kommt es immer wieder zu Streitigkeiten nicht nur zwischen Kate und Eddie, sondern auch zwischen Eddie und Joe.
Der Film war bei den 16. Academy Awards 1944 in der Kategorie „Beste Filmmusik“ für einen Oscar nominiert.

## Handlung
Im Jahr 1905 zieht es den Promoter Eddie Johnson nach Coney Island. Dort macht er sich auf die Suche nach seinem Rivalen und Kumpel Joe Rocco, der ihn um seinen Anteil betrogen hat, den die Männer bei einem von ihnen geleiteten Volksfest erzielt hatten. Er findet Rocco in dessen Nachtclub „Ocean Gardens“, in dem die Sängerin Kate Farley der Star ist. Nachdem Eddie Kates Auftritte beobachtet hat, kommt es zum Streit zwischen ihm und Joe, da Eddie Kates Kostüme scheußlich findet und ihm auch ihr hektisches Herumzappeln auf der Bühne nicht gefällt. Joe empfiehlt Eddie daraufhin, zu gehen.
Eddie überredet seinen Freund Frankie, der eine Nebenshow mit einer tätowierten Frau veranstaltet, ihn dort mitmachen zu lassen, um so das Übertriebene an Kates Auftritten zu demonstrieren. Darüber kommt es zu einem erneuten Streit zwischen ihm und Kate, an der Eddies Bemerkungen doch nicht gänzlich abgeprallt sind. Allerdings geht Eddies Rechnung insoweit auf, dass er Joe nicht wenige Gäste wegschnappt. Als Kate Joe erzählt, wem er das zu verdanken hat, schickt Joe einige Schläger, die den Ort der Darbietung zerstören sollen. Als Vergeltungsmaßnahmen initiieren Eddie und Frankie eine große Schlägerei in Joes Saloon, wobei Joe versehentlich in dem Getümmel dem liebenswerten Iren Finnegan einen Schlag versetzt. Eddie und Frankie bringen Finnegan daraufhin weg und geben ihm Geld, damit er sich für einen Monat in Atlantic City verborgen hält. Sodann inszenieren sie eine Beerdigung für Finnegan. Eddie überzeugt Joe davon, dass er Finnegan getötet habe und droht ihm damit, ihn der Polizei zu übergeben, es sei denn, Joe erlaube ihm, den Saloon für einen Monat zu führen. Joe willigt widerwillig ein. Mit Kate hat Eddie es allerdings nicht so leicht, da sie sich von ihm im Hinblick auf ihre grellen Kostüme und ihren frenetischen Gesang nichts sagen lassen will. Das legt sich aber peu à peu, Eddies Methoden setzen sich durch und bescheren dem Saloon schon nach kurzer Zeit dreifachen Gewinn und Kate große Popularität.
Dann taucht Finnegan jedoch wieder im Saloon auf, wodurch Eddie entlarvt ist. Joe entscheidet sich aber, erst einmal abzuwarten, überzeugt davon, dass der Tag seiner Rache kommen wird. Zwischen Eddie und Kate knistert es zusehends, sie verlieben sich ineinander. Eddies Plan ist es, einen eigenen Nachtclub zu eröffnen. Joe reagiert mit Eifersucht auf die Liebe zwischen Kate und Eddie, Streitigkeiten sind an der Tagesordnung. Als Eddie ihm seine Pläne offenbart und ankündigt, Kate mitnehmen zu wollen, entwickelt Joe einen Plan, auch wenn er selbst Kate dann aufgeben muss, und nimmt Kontakt mit dem Broadway-Impresario William Hammerstein auf, der auch anreist, um Kate singen zu hören. Eddie und Frankie gelingt es jedoch, Kate an diesem Abend aus dem Saloon zu lotsen, sodass sie das Vorsingen verpasst. Joe erzählt Kate daraufhin, dass Eddie sie nur benutze. Zerknirscht begleitet Kate Joe am folgenden Tag zum Theater von Joe Hammerstein, um ihm vorzusingen. Nachdem Eddie sich bei Kate entschuldigt hat, verzeiht sie ihm.
Kate und Eddie beschließen zu heiraten, aber Joe macht beiden einen Strich durch die Rechnung, indem er einen Schauspieler anheuert, der Kate sagen soll, dass Eddie sich einen Bankkredit für seinen Club gesichert habe, indem er Kates Gesangskünste als Sicherheit angeboten habe. Diesmal scheint Joes Plan aufzugehen, Kate ist am Boden zerstört und bricht mit Eddie auch wenn er vehement seine Unschuld beteuert.
Einige Zeit später inszeniert Hammerstein eine Show mit Kate, bei der Joe als ihr Manager fungiert. Eddie ist an diesem Abend ebenfalls anwesend und bringt Joe hinter der Bühne dazu, zu gestehen, dass er Kate Lügen aufgetischt hat, nicht wissend, dass Kate mithört. Nachdem Kate auf die Bühne zurückgekehrt ist, veranlasst Joe, dass Eddie im Finale der Show das Orchester am Klavier unterstützt. Als Kate gewahr wird, dass Eddie auf der Bühne ist, geht ein Lächeln zwischen beiden hin  und her, während Kate die romantische Ballade, die sie vorträgt, nur für ihn singt.

## Produktion

### Produktionsnotizen
Die Dreharbeiten fanden von Ende September 1942 bis 12. Januar 1943 in den Studios von 20th Century Fox in Los Angeles statt. Dem Film stand ein geschätztes Budget von 1.620.000 Dollar zur Verfügung. Der Film eröffnet mit einzelnen Karten, auf denen die Namen der Schauspieler präsentiert werden, wozu ein Chor im Hintergrund singt. Während des Finales hört man die Titel Oh Susanna und Let Me Call You Sweetheart in einer Instrumentalversion.
Für die Filmbauten waren Frank E. Hughes und Thomas Little verantwortlich, für die Kostüme Helen Rose. In der Tonabteilung arbeitete Roger Heman senior, in der Musikabteilung unter anderem Cyril J. Mockridge, Leigh Harline, Charles Henderson und Arthur Lange, für die Spezialeffekte trug Fred Sersen die Verantwortung.

### Vorlage, Besetzung
Zwar berichteten zeitgenössische Magazine, dass die Filmhandlung auf Büchern des Journalisten Edward Van Every und das Drehbuch ebenfalls von Every und dessen Mitarbeiter Dwight Taylor stammen solle, tatsächlich traf das aber auf einen anderen Film mit Betty Grable zu, nämlich Sweet Rosie O’Grady. Das Studio hatte Schwierigkeiten eine Freigaben von dem Erben zu erhalten, sodass man das Gerücht hinsichtlich Every streute, um zu verhindern, dass ein anderes Studio sich für das Thema interessieren könnte.
Laut Hollywood Reporter sollten Laird Cregar, Alice Faye und Pat O’Brien im Film mitspielen, was sich jedoch nicht bewahrheitete, auch Irving Cummings, der als Regisseur im Gespräch war und die Mitwirkung von Ann Rutherford bestätigten sich nicht. Lynn Bari soll als zweite weibliche Hauptrolle zur Verfügung gestanden haben. Auch das angekündigte Lied Old Demon Rum von Leo Robin und Ralph Rainger ist im fertigen Film nicht vorhanden. Koregisseur Otto Brower soll einige Filmszenen an der Venice Beach gedreht haben.
Betty Grable war zum Zeitpunkt der Veröffentlichung dieses Films auf dem Höhepunkt ihres Ruhms. 1943 war auch das Jahr, in dem sie ihre Beziehung mit dem verheirateten George Raft beendete und eine Ehe mit dem Bandleader Harry James einging.

### Soundtrack
Alfred Newmans Partitur enthält eine Reihe von Originalsongs mit der Musik von Ralph Rainger und Texten von Leo Robin, darunter:
- Beautiful Coney Island
  - Vortrag: Eröffnungschor, Betty Grable und gemischter Chor,
später Grable und George Montgomery sowie Phyllis Kennedy, Mundharmonikaspieler und Chor
- Get the Money
  - Vortrag: Phil Silvers
- Winter, Winter
  - Vortrag: Betty Grable und Chor
- Miss Lulu from Louisville
  - Vortrag: Betty Grable (als Mulattin) und Blackface Chor
- Take It from There
  - Vortrag: Betty Grable und ein männliches Sextett
- There’s Danger in a Dance
  - Vortrag: Betty Grable und Chor
- Old Demon Rum

weitere Musiknummern:
- When Irish Eyes Are Smiling
  - Musik: Ernest Ball, Text: Chauncey Olcott und George Graff Jr.
  - Vortrag: Betty Grable und ein Irisches Quartett
- Pretty Baby
  - Musik: Egbert Van Alstyne und Tony Jackson, Text: Gus Kahn
  - Vortrag: Betty Grable, Harry Masters und ein männliches Quartett
- The Darktown Strutters’ Ball
  - geschrieben von Shelton Brooks
- Cuddle Up a Little Closer, Lovely Mine
  - Musik: Karl L. Hoschna, Text: O.A. Hauerbach
  - Vortrag: Betty Grable, wiederholt von Phyllis Kennedy
- Put Your Arms Around Me, Honey (I Never Knew Any Girl Like You)
  - Musik: Albert Von Tilzer, Text: Junie McCree
  - Vortrag: Betty Grable
- Who Threw the Overalls in Mistress Murphy’s Chowder
  - Musik und Text: George L. Giefer
  - Vortrag: Charles Winninger, Phil Silvers, George Montgomery und Frank Orth,
wiederholt von Winninger am Klavier
- Let Me Call You Sweetheart
  - Musik und Text: Beth Slater Whitson und Leo Friedman
- Oh! Susanna, geschrieben von Stephen Foster
- Jingle Bells, geschrieben von James Lord Pierpont
- Dengozo von Ernesto Nazareth
- Horses, Musik: Richard A. Whiting, Text: Byron Gay

## Rezeption

### Veröffentlichung
Die Weltpremiere des Films fand am 11. Juni 1943 zeitgleich in Cincinnati, Ohio, und in San Francisco statt. In New York startete der Film am 16. Juni 1943. Am 18. Juni 1943 lief er dann allgemein in den USA an. Veröffentlicht wurde er 1944 in Schweden, Mexiko, Portugal und Australien. In Frankreich war er im Oktober 1947 in Cannes zu sehen und im Mai 1949 in Paris. Veröffentlicht wurde er 1949 auch in Finnland und Spanien (Madrid). Zu sehen war er zudem in Belgien, Brasilien, Griechenland und in Italien. Der Film trug des Arbeitstitel In Old Coney Island.

### Kritik
Obwohl der Film überwiegend positive Kritiken erhielt, beklagten sich einige Kritiker über die mangelnde historische Genauigkeit. Ein Kritiker von Variety bemängelte, dass es dem Drehbuchautor George Seaton offenbar entgangen sei, dass Willie Hammerstein keine Musicals produziert habe.
Bosley Crowther schrieb in der New York Times, Betty Grable habe ihre Stimmbänder und ihre Glieder so trainiert, dass ihr das einen nicht unbedeutenden Vorteil verschaffe. George Montgomery und Cesar Romero bezeichnete er als Faschingsfiguren, die sich ständig mit hinterhältigen Tricks auszutricksen versuchten, um die Hand von Kate zu gewinnen. Crowther lobte die Menge an alten Melodien sowie einige lebhafte neue, die sehr angenehm im Ohr klängen, und das farbenfrohe Bild. Unter den erfreulichen älteren Titel, die Miss Grable singe, seien beispielsweise Cuddle Up a Little Closer, Dearie und Everybody Loves a Baby, That’s Why I’m in Love With You. Gelobt wurde auch Grables Darbietung einer neuen Melodie von Leo Robin und dem verstorbenen Ralph Rainger mit dem Titel Lulu of Louisville. Alles in allem gebe es viel Spaß in Coney Island mit angenehmen Showelementen. Das einzig Traurige sei, dass es nicht Coney Island sei – nicht einmal fiktiv.
Leonard Norwitz von LensViews sprach von einem entzückenden, spektakulär kostümierten, wenn auch vorhersagbaren Musical mit den Beinen und dem Talent von Betty Grable als frecher Sängerin in einem Coney-Island-Saloon der unteren Klasse. Es gebe viele Lieder, meist auf der Bühne, wundervolle Kostüme und viel Farbe. Zudem gebe es einige faszinierende Spezialnummern. Erwähnt wurde auch das Brüllen des immer beschwipsten Iren Finnegan, verkörpert durch Charles Winninger.
Für die Kritiker der Bischofskonferenz der Vereinigten Staaten (USCCB) stellte sich die Filmhandlung als musikalische Standardromantik mit einem farbenfrohen Honky-Tonk-Hintergrund aus dem Jahr 1890 dar. Doppelte romantische Komplikationen und ethnische Stereotype, hieß es abschließend.

### Nachwirkung
Lux Radio Theatre strahlte die Geschichte einmal am 17. April 1944 mit Dorothy Lamour und Alan Ladd aus und einmal am 30. September 1946 mit Betty Grable und Victor Mature. Das Duo war auch in der Neuverfilmung dieses Films mit dem Titel Varieté-Prinzessin von 1950 in den Hauptrollen besetzt.

### Auszeichnung
Oscarverleihung 1944:
- nominiert für einen Oscar in der Kategorie „Beste Filmmusik“ (Musical) Alfred Newman.
Die Auszeichnung ging jedoch an Ray Heindorf und die Musicalkomödie This Is the Army.